# Bund Deutscher Innenarchitekten
Der Bund Deutscher Innenarchitekten bdia e. V., kurz bdia, ist eine Vereinigung freiberuflich tätiger und angestellter Innenarchitekten in Deutschland. Der bdia ist föderal in lokalen und regionalen Gruppen und in Landesverbänden organisiert, die unter dem Dach des bdia-Bundesverbandes mit Sitz in Berlin vereint sind.
Die Mitgliedschaft steht in der Regel den eingetragenen Innenarchitekten einer Architektenkammer offen. Darüber hinaus können außerordentliche und assoziierte sowie studentische Mitglieder aufgenommen werden. Der bdia ist die Berufsvertretung seiner Mitglieder, die 1952 gegründet wurde. Der bdia setzt sich für deren Belange in der Öffentlichkeit und gegenüber Wirtschaft und Politik ein.
Organe des bdia sind die Mitgliederversammlung, das Präsidium, der Bundesrat, die Landesverbände sowie der Finanzausschuss. Präsident ist seit November 2024 Carsten Wiewiorra aus Berlin.
Es bestehen Partnerschaften mit dem europäischen Dachverband „The European Council of Interior Architects“ (ECIA) mit Sitz in Brüssel und „The International Federation of Interior Architects/Designers“ (IFI) mit Sitz in New York.
Der bdia verleiht den Deutschen Innenarchitektur Preis.